# Ivry-en-Montagne
Ivry-en-Montagne ist eine Ortschaft und eine ehemalige französische Gemeinde mit 161 Einwohnern (Stand: 1. Januar 2019) im Département Côte-d’Or in der Region Bourgogne-Franche-Comté. Sie gehörte zum Arrondissement Beaune und zum Kanton Arnay-le-Duc.
Mit Wirkung vom 1. Januar 2016 wurden die früheren Gemeinden Ivry-en-Montagne und Jours-en-Vaux zu einer Commune nouvelle namens Val-Mont zusammengelegt. Die ehemaligen Gemeinden verfügen in der neuen Gemeinde über den Status einer Commune déléguée. Der Verwaltungssitz befindet sich im Ort Jours-en-Vaux.

## Lage
Nachbarorte sind Cussy-la-Colonne im Norden, Saint-Romain im Osten, Baubigny im Südosten, Santosse im Süden, Molinot im Südwesten und Jours-en-Vaux im Westen.

## Bevölkerungsentwicklung
| Jahr      | 1962 | 1968 | 1975 | 1982 | 1990 | 1999 | 2008 | 2015 |
| --------- | ---- | ---- | ---- | ---- | ---- | ---- | ---- | ---- |
| Einwohner | 239  | 195  | 203  | 202  | 195  | 186  | 190  | 156  |

## Sehenswürdigkeiten

Schloss Corabeuf

- Schloss Corabeuf

## Söhne- und Töchter der Stadt
- Pierre Maillon (1880–1930), Autorennfahrer